# Ничо Георгиев
Ничо Георгиев Георгиев е български офицер, генерал-майор.

## Биография
Ничо Георгиев е роден на 15 септември 1895 г. във врачанското село Роман. Завършва Военното на Негово Величество училище през 1916 година и на 30 май е произведен в чин подпоручик. Служи в 3-ти артилерийски полк. На 30 май 1918 г. е произведен в чин поручик, а на 30 януари 1923 г. в чин капитан. От същата година е назначен на служба в 6-о артилерийско отделение, а от 1924 г. е на служба в 8-о артилериско отделение. През 1928 г. преминава на служба във Военното училище, през 1930 г. е назначен за помощник-началник на секция при щаба на армията, а на следващата година става началник на секция, като същата 1931 г. завършва Военната академия. През 1932 г. е назначен за военен аташе в Анкара и Атина и през 1933 г. е произведен в чин майор.
През 1935 г. майор Ничо Георгиев е назначен за адютант на щаба на втора военно инспекционна област, на 6 май 1936 г. е произведен в чин подполковник и същата година става началник на вътрешноразузнавателна секция в Щаба на армията. Две години по-късно, през 1938 г. е назначен за временно изпълняващ длъжността началник на разузнавателното отделение към Щаба на армията и на 6 май 1940 г. е произведен в чин полковник.

### Втора световна война (1941 – 1945)
През Втора световна война (1941 – 1945) полковник Ничо Георгиев първоначално е началник-щаб на 5-а армия (1941), след което от 1942 г. поема командването на 10-a пехотна беломорска дивизия и през 1944 година е назначен за началник на Превозно-снабдителния отдел на Щаба на войската, като на 6 май 1944 г. е произведен в чин генерал-майор. Уволнен е на 13 септември 1944 г. Осъден е на смърт от Народния съд и разстрелян на 21 април 1945 г. 

## Семейство
Ничо Георигев е женен и има 1 дете. Синът му Николай Георгиев е работил в Олимпийския музей в Лозана.

## Военни звания
- Подпоручик (30 май 1916)
- Поручик (30 май 1918)
- Капитан (30 януари 1923)
- Майор (1933)
- Подполковник (6 май 1936)
- Полковник (6 май 1940)
- Генерал-майор (6 май 1944)